# Olena Kravatska
Olena Vitaliyivna Kravatska (Chernivtsi, 22 de junho de 1992) é uma esgrimista ucraniana, campeã olímpica.

## Carreira
Olena Kravatska representou seu país nos Jogos Olímpicos de Verão de 2016, no sabre. Conseguiu a medalha de prata no sabre equipes. Nos Jogos Olímpicos de Verão de 2024, voltou a disputar a mesma competição e, desta vez, conseguiu a medalha de ouro.
Ela também é medalhista de prata e bronze no Campeonato Mundial, campeã dos Jogos Europeus e medalhista de prata e duas vezes de bronze no Campeonato Europeu no sabre por equipe.